# Tsurugizan Taniemon
Tsurugizan Taniemon est un nom japonais traditionnel ; le nom de famille (ou le nom d'école), Tsurugizan, précède donc le prénom (ou le nom d'artiste).
Tsurugizan Taniemon (劔山谷右衛門) (né en 1803 – 17 octobre 1854) est un lutteur sumo dont le plus haut rang est ōzeki. Il remporte 6 tournois avant l'établissement du système des yūshō mais refuse l'offre d'être élevé au rang de yokozuna (le rang maximum au sumo).

## Biographie
Il rejoint l'écurie Hatachiyama et est plus tard entraîné par le yokozuna Ōnomatsu Midorinosuke. Il combat à ses débuts sous le nom de Waniishi. Il est l'un des quelques lutteurs à battre le yokozuna Inazuma Raigorō, qui comptabilise pourtant un pourcentage de victoires de 90,3%. Après avoir gagné tous ses combats en tant que sekiwake au tournoi de novembre 1841, il est promu ōzeki en février 1842. Il obtient le meilleur résultat dans 6 tournois, équivalent à 6 yūshō aujourd'hui, et comptabilise 29 victoires consécutives. Il adapte ses techniques selon les circonstances. Il refuse l'offre de devenir yokozuna et nomme Hidenoyama Raigorō à sa place. Il conserve son rang d'ōzeki pendant 11 ans et se retire en février 1852 peu avant ses 50 ans. Il serait mort le 17 octobre 1854 mais cette date reste incertaine.

## Palmarès
- La durée réelle des tournois de l'année de l'époque varie souvent.

Dans le tableau suivant, les cases en vert sont celles des tournois remportés.
| -    | Printemps                                    | Hiver                                          |
| ---- | -------------------------------------------- | ---------------------------------------------- |
| 1834 | Maegashira de l'est #8 3–1–3 2d 1nr          | Maegashira de l'est #5 7–1–1 1d                |
| 1835 | Maegashira de l'est #5 3–0–6 1d              | Maegashira de l'est #3 7–1–1 1d                |
| 1836 | Maegashira de l'est #1 5–0–1 Non officiel    | Komusubi de l'est #1 7–0–2 1d Non officiel     |
| 1837 | Komusubi de l'est #1 4–1–4 1d                | Komusubi de l'est #1 6–0–2 1d 1nr Non officiel |
| 1838 | Komusubi de l'est 3–0–3                      | Komusubi de l'est 2–2–6                        |
| 1839 | Absence                                      | Absence                                        |
| 1840 | Komusubi de l'est 6–3–1                      | Komusubi de l'est 5–0–5                        |
| 1841 | Sekiwake de l'ouest #1 6–0–3 1h Non officiel | Sekiwake de l'ouest #1 8–0 Non officiel        |
| 1842 | Ōzeki de l'est #1 3–0–4 2d 1h                | Ōzeki de l'est #1 5–1–2 2d Non officiel        |
| 1843 | Ōzeki de l'est #1 4–0–6                      | Ōzeki de l'est #1 4–1–4 1d                     |
| 1844 | Ōzeki de l'est #1 3–1–5 1d                   | Ōzeki de l'est #1 1–0–9                        |
| 1845 | Absence                                      | Ōzeki de l'est #1 5–1–2 1d 1h                  |
| 1846 | Ōzeki de l'est #1 4–1–4 1h                   | Ōzeki de l'est #1 4–2–4                        |
| 1847 | Ōzeki de l'est #1 4–2–4                      | Ōzeki de l'est #1 5–2–2 1d                     |
| 1848 | Ōzeki de l'est #1 4–2–3 1nr                  | Ōzeki de l'est #1 4–2–2 1d 1nr                 |
| 1849 | Ōzeki de l'est #1 2–0–8                      | Ōzeki de l'est #1 6–2–1 1nr                    |
| 1850 | Ōzeki de l'est #1 5–2–2 1d                   | Ōzeki de l'est #1 7–1–1 1d                     |
| 1851 | Absence                                      | Ōzeki de l'est #1 1–2–2 3d 2h                  |
| 1852 | Ōzeki de l'est #1 Retraite 0–0–10            |                                                |